# Tmethypocoelis choreutes
Tmethypocoelis choreutes is een krabbensoort uit de familie van de Dotillidae. De wetenschappelijke naam van de soort is voor het eerst geldig gepubliceerd in 1995 door Davie & Kosuge.